# Arno de Salzburg
Arno, Arn o Aquila (vers 750–821) va ser bisbe de Salzburg, i després el seu primer arquebisbe. Va preservar la seva voluminosa correspondència de l'erudit Alcuí de York.

## Biografia
Va entrar a l'església a una edat primerenca, i després de passar un temps a l'abadia de Weihenstephan, Freising, esdevingué abat d'Elnon, o l'abadia de Saint-Amand com es va anomenar després, on va conèixer Alcuí. 

### Imperi carolingi
El 785 va ser nomenat bisbe de Salzburg i el 787 va ser emprat per Tassiló III, duc dels bavaresos, com a enviat de Carlemany a Roma. Sembla que va atreure l'atenció del rei franc, per la influència del qual l'any 798 Salzburg va ser la seu d'un arquebisbat; i Arno, com a primer titular d'aquest càrrec, esdevingué metropolità de Baviera i rebé el pal·li del papa Lleó III .
L'àrea de la seva autoritat es va estendre cap a l'est per les conquestes de Carlemany sobre els àvars per a l'Imperi carolingi, i va començar a tenir un paper destacat en el govern de Baviera. Va actuar com un dels missi dominici i va passar un temps a la cort de Carlemany, on era conegut pels estudiosos reunits com Aquila, l'"Àguila". El seu nom apareix com un dels signants del testament de l'emperador. Va establir una biblioteca a Salzburg, va fomentar d'altres maneres els interessos de l'aprenentatge i va presidir diversos sínodes cridats a millorar l'estat de l'església a Baviera.

### Anys posteriors
Poc després de la mort de Carlemany l'any 814, Arno sembla haver-se retirat de la vida activa, tot i que va mantenir el seu arquebisbat fins a la seva mort el 24 de gener de 821. Amb l'ajuda d'un diaca anomenat Benet, Arno va elaborar cap al 788 un catàleg de terres i drets de propietat pertanyents a l'església de Bavaria, sota el títol de Indiculus o Congestum Arnonis.

## Obres
Moltes altres obres van ser produïdes sota la protecció d'Arno, entre elles un costumari de Salzburg , una edició de la qual apareix a Quellen and Erörterungen zur bayerischen und deutschen Geschichte,, vol. vii, editat per L. Rockinger (Munic, 1856). 
Wilhelm von Giesebrecht ha suggerit que Arno va ser l'autor d'una secció primerenca de les Laurissenses majores, que va sobreviure a la còpia de l'abadia de Lorsch, que tracta de la història dels reis francs del 741 al 829; i del qual apareix una edició a la Monumenta Germaniae Historica, Scriptores, Band i, pàgs. 128–131, editada per GH Pertz (Hannover, 1826). Si aquesta suposició és correcta, Arno va ser el primer escriptor existent a aplicar el nom Deutsch (theodisca) a la llengua alemanya. 